# 阔叶稻
阔叶稻（学名：Oryza latifolia）为禾本科稻属下的一个种。

## 扩展阅读
- 維基物種上的相關：阔叶稻